# Irena Szydłowska
Irena Szydłowska (n. 28 ianuarie 1928, Lwów, Lwów Voivodeship⁠(d), Polonia – d. 14 august 1983, Varșovia, Polonia) a fost o arcașă ce a reprezentat Polonia, medaliată olimpică. A participat la două ediții ale Jocurilor Olimpice (1972, 1976) în care a câștigat o medalie de argint.

## Participări
Lista de mai jos prezintă principalele competiții la care a participat Irena Szydłowska de-a lungul carierei.
- archery at the 1972 Summer Olympics – women's individual[*]